# Anne-Marie Garat
Anne-Marie Garat (Bordeaux, 1946. október 9. – Párizs, 2022. július 26.) francia író.

## Élete
Bordeaux-ban irodalmi, majd a párizsi Sorbonne-n filmművészeti diplomát szerzett. Párizsban élt, ahol filmművészetet és fotográfiát tanított. Első regénye 1984-ben jelent meg. Szinte minden irodalmi műfajt felhasználva alkotott, a szentimentális regényektől a detektívregényekig, beleértve a történelmi regényeket is. Műveiben a női karakterek fontos helyet foglaltak el.

## Művei
- L'Homme de Blaye (1984)
- Voie non classée (1985)
- L'Insomniaque (1987)
- Le monarque égaré (1989)
- Chambre noire (1990, Alain-Fournier-díj)
- Aden (1992, Femina-díj)
- Photos de familles (1994)
- Merle, Seuil (1996)
- Dans la pente du toit (1998)
- L'amour de loin (1998)
- István arrive par le train du soir (1999)
- Les mal Famées (2000, Marguerite Audoux-díj)
- Nous nous connaissons déjà (2003)
- La Rotonde (2004)
- Un tout petit cœur (2004)
- Une faim de loup. Lecture du Petit Chaperon rouge (2004)
- Une traversée du siècle 1 – Dans la main du diable (2006)
- On ne peut pas continuer comme ça (2006)
- Une traversée du siècle 2 – L'Enfant des ténèbres (2008, Anna de Noailles-díj)
- Hongrie. Blason; Actes Sud, Arles, 2009 (Un endroit où aller)
- Une traversée du siècle 3  – Pense à demain (2010)
- Photos de familles (2011)
- Programme sensible (2013)
- La Première Fois (2013)
- La Source (2015)
- Le Grand Nord-Ouest (2018, Franz Hessel-díj)
- La Nuit atlantique (2020)
- Humeur noire (2021)

## Díjai, elismerései
- Alain-Fournier-díj (1990)
- Femina-díj (1992)
- Marguerite Audoux-díj (2000)
- Anna de Noailles-díj (2009)
- Franz Hessel-díj (2018)